# Franck Giovannini

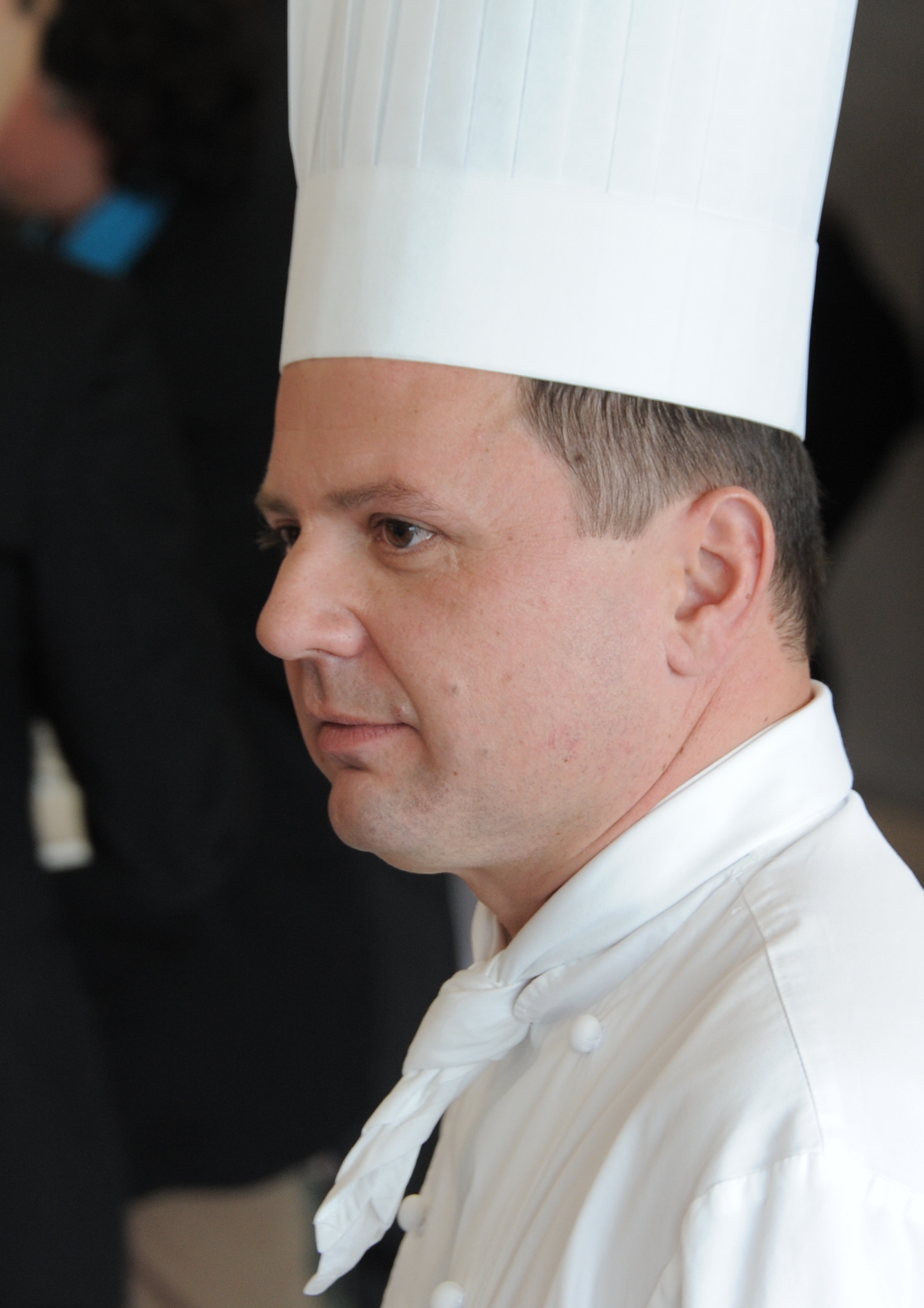
Franck Giovannini, 2017

Franck Giovannini (* 16. April 1974 in Tramelan) ist ein Schweizer Koch. Er übernahm 2016 die Küchenleitung des «Restaurant de l’Hôtel de Ville» in Crissier von Benoît Violier.

## Werdegang
Franck Giovannini absolvierte seine Kochlehre, die er 1993 abschloss, bei Claude Joseph in der Auberge de la Couronne in Apples. Anschliessend war er unter anderem in Victoria (Kanada) sowie in New York bei Grey Kunz tätig. 1995 kehrte er in die Schweiz zurück. 
Er begann eine Stelle im «Girardet» unter der Leitung von Frédy Girardet. 

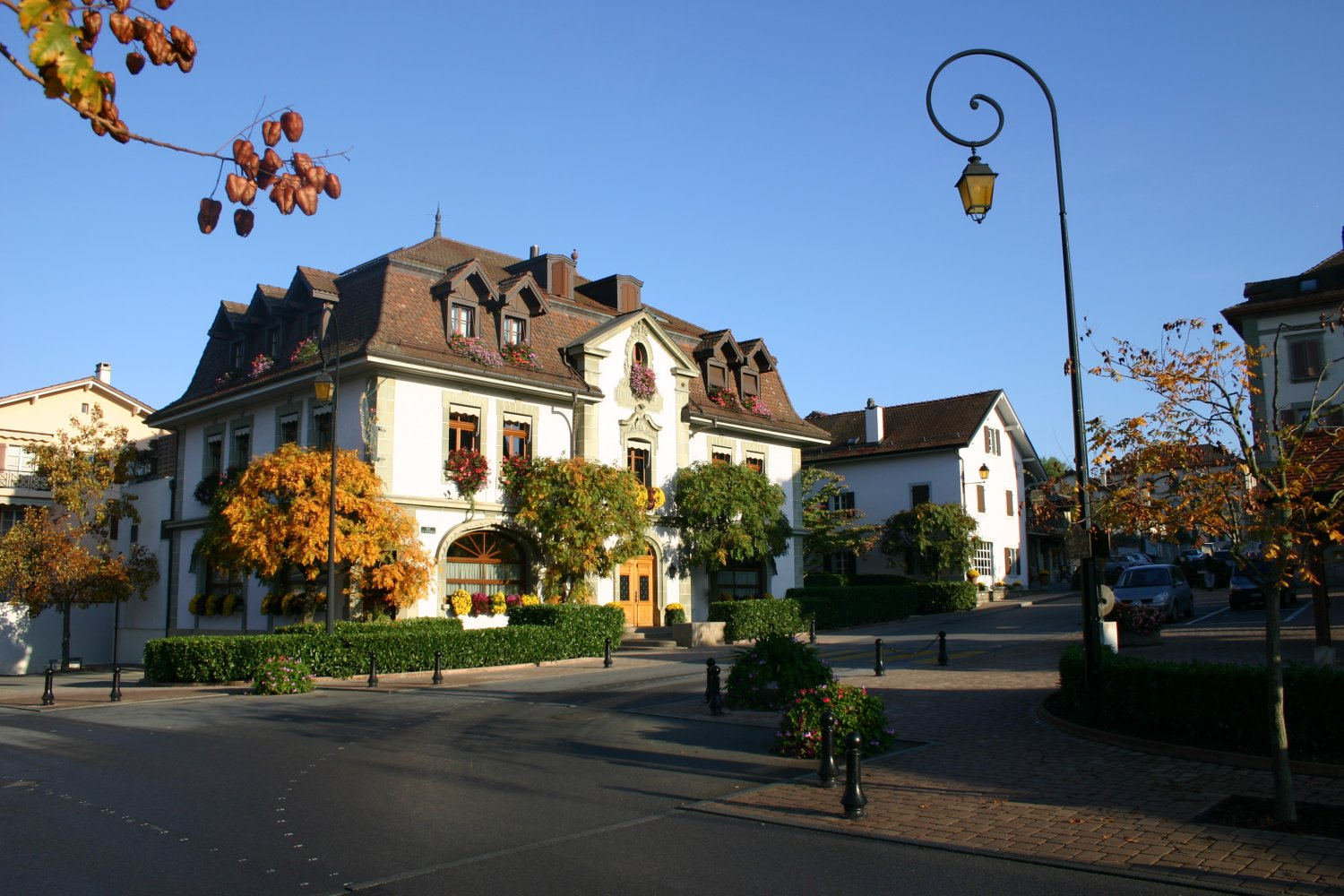
Restaurant de l’Hôtel de Ville in Crissier, 2004

Er blieb dort, als das Restaurant im darauffolgenden Jahr an Philippe Rochat verkauft wurde und den Namen «Restaurant de l’Hôtel de Ville» erhielt. Um seine Auslandserfahrungen auszubauen, ging Giovannini nochmals für zwei Jahre in die Vereinigten Staaten, nach Boston. 
2000 holte ihn Benoît Violier nach Crissier zurück, wo er die Stelle als Souschef erhielt. Nachdem Violier das Restaurant 2012 von Rochat übernommen hatte, trat Giovannini dessen Nachfolge als Küchenchef an. Nach dem Tod von Benoît Violier übernahm Franck Giovannini die Küchenleitung im nun von Brigitte Violier betriebenen «Restaurant de l’Hôtel de Ville».
Auch unter der Leitung von Giovannini erhielt das Restaurant 2016 auf Anhieb wieder drei Michelin-Sterne und 19 Punkte im Gault-Millau. Er ist auch ein Teilnehmer von Kochwettbewerben. Unter anderem gewann er zweimal den Vorentscheid «Bocuse d’Or Schweiz» und wurde 2007 Dritter beim Bocuse d’Or in Lyon. Mittlerweile ist er Präsident der «Schweizer Akademie Bocuse d’Or». Franck Giovannini ist verheiratet und hat zwei Kinder.

## Auszeichnungen
- 2007: Bocuse de bronze
- 2017: 3 Sterne (Guide Michelin)
- 2017: 19 Punkte (Gault-Millau)
- 2017: Koch des Jahres 2018, Gault-Millau[3]
- 2019: Eckart 2019[4]
- 2019: l’Hôtel de Ville: Bestes Restaurant der Welt[5]